# Angelika Peters
Angelika Peters (* 1. April 1946 in Silberberg (Hinterpommern), heute zu Drawno) ist eine deutsche Politikerin (SPD). Von 1994 bis 1998 sowie von 2001 bis 2011 war sie Abgeordnete im Landtag von Mecklenburg-Vorpommern. Vom 25. Oktober 2011 bis 22. Oktober 2013 war sie Staatssekretärin für Bundesangelegenheiten und Beauftragte in der Vertretung des Landes Mecklenburg-Vorpommern beim Bund. Sie trat damit im Alter von 65 Jahren die Nachfolge des in den Ruhestand versetzten Thomas Freund an.
Angelika Peters ist auf der Insel Rügen aufgewachsen. Sie hat eine Ausbildung zur Physiotherapeutin in Rostock absolviert und war als Horterzieherin tätig. Von 1992 bis 1994 war Peters Wahlkreismitarbeiterin des damaligen SPD-Bundestagsabgeordneten Ulrich Janzen.
Im Jahr 1991 trat sie der SPD bei. Sie ist Mitglied des Ortsvereins der SPD in Bergen auf Rügen und saß in der Stadtvertretung dem Finanzausschuss vor. Sie wurde 1994 in den Landtag von Mecklenburg-Vorpommern gewählt, die Wiederwahl 1998 misslang ihr. 2001 zog sie als Nachrückerin über die Landesliste erneut ins Schweriner Schloss ein. Bei der Landtagswahl 2006 behielt sie ihren Sitz.
Sie war stellvertretende Vorsitzende der SPD-Fraktion und deren Sprecherin für Verbraucher- und Tierschutz- und Kleingartenpolitik und gehörte dem Petitionsausschuss als stellvertretende Vorsitzende und dem Europa- und Rechtsausschuss an.
Zur Landtagswahl 2011 trat sie nicht mehr an.